# باتريك موتسيبيه
باتريك موتسيبيه (بالإنجليزية: Patrick Motsepe)‏ هو لاعب كرة قدم بوتسواني، ولد في 2 مارس 1983 في Malolwane ‏ في بوتسوانا. شارك مع منتخب بوتسوانا لكرة القدم. أما مع النوادي، فقد لعب مع ديفينس فورس.

## وصلات خارجية
- باتريك موتسيبيه على موقع الاتحاد الدولي (مؤرشف)  (الإنجليزية)
- باتريك موتسيبيه على موقع قاعدة بيانات كرة القدم.إي يو (الإنجليزية)
- باتريك موتسيبيه على موقع ناشيونال فوتبول تيمز (الإنجليزية)
- باتريك موتسيبيه على موقع Soccerway.com (الإنجليزية)